# Portret Henrika VIII.
Portret Henrika VIII. je izgubljena slika Hansa Holbeina mlajšega, ki prikazuje Henrika VIII. Je ena najbolj ikoničnih podob Henrika VIII. in eden najbolj znanih portretov katerega koli angleškega ali britanskega monarha. Ustvarjen je bil v letih 1536–1537 kot del stenske poslikave Whitehall, ki prikazuje rodbino Tudor v palači Whitehall v Westminstru, ki jo je leta 1698 uničil požar, vendar je še vedno dobro poznana po številnih kopijah.

## Opis
Hans Holbein mlajši, po rodu iz Nemčije, je bil leta 1536 imenovan za angleškega kraljevega slikarja. Portret je bil ustvarjen, da bi krasil zasebno sobo Henrikove na novo pridobljene palače Whitehall. Henrik je porabil ogromne vsote za okrasitev 93.000 m² velike rezidence, ki jo je zasegel po padcu kardinala Wolseyja. Prvotna freska je vsebovala štiri figure, razporejene okoli marmornatega podstavka: Henrika, njegove žene Jane Seymour in njegovih staršev, Henrika VII. in Elizabete Yorške. Stenska poslikava je bila torej naročena med kratko poroko Henrika in Jane Seymour in je bila dokončana leta 1537. Morda je bila naročena za praznovanje prihajajočega ali dejanskega rojstva Henrikovega dolgo pričakovanega dediča, Edvarda, rojenega oktobra 1537. Ni jasno, kje v palači je bila stenska slika, morda pa je bila v kraljevi zasebni sobi ali delovni sobi, kjer bi jo lahko videlo le nekaj izbranih.
Henrik je postavljen brez standardnih kraljevih pripomočkov, kot so meč, krona ali žezlo. To je bilo običajno v progresivnem kraljevem portretu tistega obdobja, na primer Tizianovih portretih habsburške družine in drugih kraljev, pa tudi francoskih in nemških kraljevih portretih. Toda Holbeinov uspeh pri podajanju kraljevskega veličastva brez tako posebnih pripomočkov je izjemen. Veličastna prisotnost se prenaša skozi Henrikovo agresivno držo, ki stoji ponosno pokončno, neposredno obrnjen proti gledalcu. Njegove noge so razmaknjene, roke pa držijo ob strani v pozi bojevnika ali rokoborca. V eni roki drži rokavico, druga pa sega proti okrašenemu bodalu, ki visi na njegovem pasu. Henrikova oblačila in okolica so bogato okrašeni, z originalno poslikavo z zlatimi lističi, ki poudarjajo razkošje. Posebej opazno je podrobno vezenje na črno. Nosi vrsto nakita, vključno z več velikimi prstani in parom ogrlic. Njegova velika vreča in močno oblazinjena ramena še poudarjajo agresivno moškost podobe.
Portret so označili za propagandno delo, ki naj bi povečalo Henrikovo veličastnost. Namenoma nagne njegovo postavo, da bi bil bolj impozanten. Primerjave ohranjenih kompletov Henrikovega oklepa kažejo, da so bile njegove noge v resnici precej krajše kot na sliki. Slika prav tako prikazuje Henryja kot mladega in polnega zdravja, ko je bil v resnici v svojih štiridesetih letih in se je v začetku leta hudo poškodoval v nesreči. Prav tako je že imel zdravstvene težave, ki bodo vplivale na zadnji del njegovega življenja.
Henrik je prepoznal moč podobe, ki jo je ustvaril Holbein, in spodbudil druge umetnike, da so kopirali sliko in razdelil različice po kraljestvu ter jih dal kot darila prijateljem in veleposlanikom. Večji plemiči so naročili lastne kopije slike, da bi pokazali svojo zvestobo Henriku. Številne kopije portreta pojasnjujejo, zakaj je postal tako ikonična podoba, tudi po uničenju izvirnika, ko je leta 1698 požar zajel palačo Whitehall. To je trajno vplivalo na Henrikovo javno podobo. Na primer, z oskarjem nagrajeni nastop Charlesa Laughtona v Zasebnem življenju Henrika VIII. je bil zasnovan po bahatem Henriku, ki ga je upodobil Holbein.

## Ohranjene slike
Karikatura v polni velikosti, ki jo je naredil Holbein kot pripravo na skupino portretov, je ohranjena v zbirki Nacionalne galerije portretov in prikazuje le levo tretjino skupine z obema Henrikoma. To je bilo uporabljeno za izdelavo obrisa zasnove na steni, tako da so prebadali luknje vzdolž glavnih linij in skoznje potisnili saje v prahu. Karton se nekoliko razlikuje od končne različice. Predvsem prikazuje Henrika, ki stoji v bolj tradicionalnem tričetrtinskem pogledu in ne v končnem in ikoničnem položaju.
Ohranjen je tudi veliko manjši portret Henrika Holbeina, ki je danes v zbirki muzeja Thyssen-Bornemisza v Madridu. Ta, edina ohranjena slika Henrika iz Holbeinove roke, je bila morda tudi pripravljalna študija. Na njem Henrik nosi skoraj enaka oblačila kot zadnja freska, vendar je še vedno postavljen v tričetrtinski pogled. Dolga leta je bila ta slika v lasti družine Spencer in shranjena v Althorpu. Finančne težave so prisilile 7. grofa Spencerja, da je prodal velik del umetniške zbirke, kupil pa jo je Heinrich Thyssen.
Vse preostale kopije slike so danes pripisane drugim umetnikom, čeprav v večini primerov ime prepisovalca ni znano. Dramatično se razlikujejo po kakovosti in zvestobi izvirnemu viru. Večina reprodukcij samo kopira Henrikovo podobo, čeprav je kopija Remigiusa van Leemputa celotne freske v kraljevi zbirki, običajno na ogled v palači Hampton Court. To je bilo narejeno leta 1667 za Karla II. Najbolj kakovostna in najbolj znana kopija je tista, ki je trenutno v zbirki Walker Art Gallery (ilustracija), ki jo je morda naročil Edward Seymour, Janein brat.